# Le Cœur qui jazze
Singles de France Gall
Dis à ton capitaine
(1965) Un prince charmant
(1965)
Le Cœur qui jazze est une chanson de France Gall. Elle est initialement parue en 1965 sur un EP et ensuite sur l'album France Gall (communément appelé Poupée de cire, poupée de son),, sorti en avril de la même année.

## Développement et composition
L'enregistrement a été produit par Denis Bourgeois.

## Liste des pistes
EP 7" 45 tours Poupée de cire, poupée de son / Un prince charmant / Dis à ton capitaine / Le cœur qui jazze (France, Philips 437.032 BE)
A1. Poupée de cire, poupée de son (2:30)
A2. Un prince charmant (2:28)
B1. Dis à ton capitaine (2:05)
B2. Le Cœur qui jazze (2:47)

## Classements
"Poupée de cire, poupée de son" / "Un prince charmant" / "Dis à ton capitaine" / "Le Cœur qui jazze",,,
| Classement (1965)                       | Meilleure position |
| --------------------------------------- | ------------------ |
| Belgique (Wallonie Ultratop 50 Singles) | 3                  |